# レスター・ボウイ
レスター・ボウイ（英: Lester Bowie、1941年10月11日 - 1999年11月8日）は、アメリカのジャズ・トランペッター、作曲家。
Association for the Advancement of Creative Musicians（以下、AACM）のメンバーで、アート・アンサンブル・オブ・シカゴを結成した。

## 生い立ち
メリーランド州フレデリックのバートンビルに生まれ、ミズーリ州セントルイスで育つ。バートンビルは歴史ある黒人集落で、ボウイ家はフレデリック郡のリンガノア・バートンズビル地区に長いルーツがある。
5歳の時にプロ・ミュージシャンである父からトランペットを学び始めた。
影響を受けたミュージシャンにルイ・アームストロングを挙げている。ドキュメンタリー『ケン・バーンズ・ジャズ』第二章にて「最初のアイドルの1人はルイ・アームストロングだった。ほんとうにルイを偶像視していた。ルイのようになりたかったんだ。キング・オリヴァーがシカゴにルイを呼んだ話は全部読んだよ」と語っている。
ブルースのリトル・ミルトンとアルバート・キング、そしてリズム&ブルースのソロモン・バーク、ジョー・テックス、ルーファス・トーマスと演奏した。
1965年、歌手フォンテラ・バスの音楽監督を務め、また夫となった。
セントルイスでブラック・アーティスト・グループ（BAG）を結成。
1966年、シカゴに移住し、スタジオ・ミュージシャンとして活躍。ムハル・リチャード・エイブラムスとロスコー・ミッチェルと出会い、AACMに参加。

## アート・アンサンブル

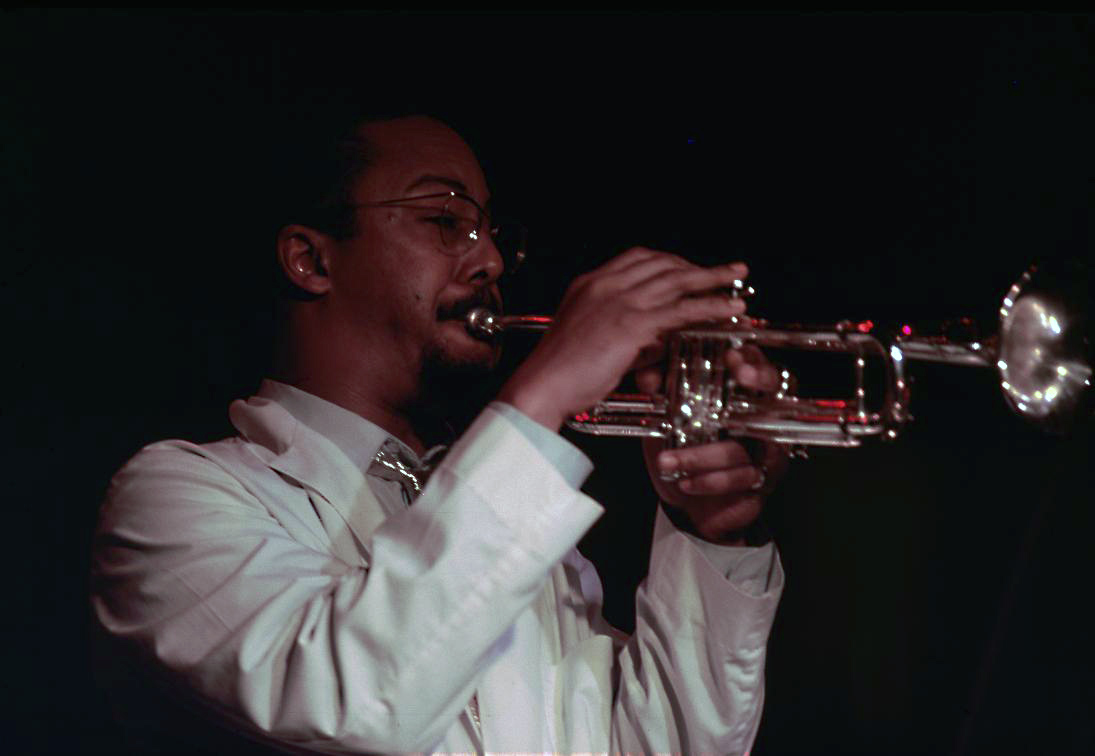
1984年 ハンブルグにて

1968年に、アート・アンサンブル・オブ・シカゴをロスコー・ミッチェル、ジョセフ・ジャーマン、マラカイ・フェイヴァーズと結成。
レスターは生涯、グループのメンバーであり続け、ジャック・ディジョネットのカルテット、ニュー・ディレクションズのメンバーも務めた。
ジャマイカやアフリカに住み、フェラ・クティと演奏し、レコーディングした。
レスターの二つ分けのあごひげと白衣はアート・アンサンブルのステージショーにおけるトレードマークでもあった。
1984年、「レスター・ボウイ・ブラス・ファンタジー」（ノネット）を結成。アート・アンサンブルよりもポピュリスト的なアプローチをとり、ホイットニー・ヒューストン、マイケル・ジャクソン、マリリン・マンソン、そしてスパイス・ガールズの曲を演奏し、時おり真面目な楽曲を演奏した。
彼の「ニューヨーク・オルガン・アンサンブル」にはジェームズ・カーターとアミナ・クロディーヌ・マイヤーズが在籍した。
1980年代半ばには、テナー・サクソフォーン奏者のチコ・フリーマン、アルト・サクソフォーン奏者のアーサー・ブライス、ドラマーのファマドゥ・ドン・モイエ、ピアニストのカーク・ライトシー、そしてベーシストのセシル・マクビーと共に、ジャズのスーパーグループ「ザ・リーダーズ」の一員を務めた。

## 音楽性ほか
アヴァンギャルドと見られるが、ボウイはジャズ・トランペットの全体の歴史から技術を採用し、汚い音・破裂音・うなり音・ハーフバルブ効果などを使い、ユーモアを混ぜている。
レゲエ、スカへの愛は「Ska Reggae Hi-Bop」などの曲に見られ、Skatalitesと1994年のアルバム『Hi-Bop Ska』にて同曲を演奏、James Carterとは「Conversin' With The Elders」という楽曲にて演奏した。
1994年、Red Hot Organizationのコンピレーション・アルバム『Stolen Moments: Red Hot + Cool』に参加。同作はAIDSのチャリティー・アルバムで『タイム』誌のアルバム・オブ・ザ・イヤーとなった。
ボウイは多種多様な音楽アプローチを志していたため、ウィントン・マルサリスの保守的アプローチを批判していた。マイルス・デイヴィスはアート・アンサンブルの作品を褒め、「レスター・ボウイはいつだってヒップな演奏をするよな」とインタビュー集『マイルス・オン・マイルス』で発言している。

## 死と死後
1999年、2番目の妻であるデボラと20年間暮らしていたブルックリンの家で肝臓がんにより他界。生まれ故郷のバートンズビルに埋葬された。
翌年、『ダウン・ビート』誌の「ジャズの殿堂」入り。
2001年、アート・アンサンブル・オブ・シカゴは、レスターへの追悼アルバム『レスター・ボウイに捧ぐ』をリリースしている。

## ディスコグラフィ

### リーダー・アルバム
- 『ナンバーズ、1&2』 - Numbers 1 & 2 (1967年、Nessa)
- 『ギッティン・トゥ・ノウ・ヨール』 - Gittin' to Know Y'All (1970年、MPS) ※バーデン＝バーデン・フリー・ジャズ・オーケストラ名義
- 『ファースト・ラスト』 - Fast Last! (1974年、Muse)
- 『ロープ・ア・ドープ』 - Rope-A-Dope (1976年、Muse)
- African Children (1978年、Horo)
- 『デュエット』 - Duet (1978年、Improvising Artists) ※with フィリップ・ウィルソン
- 『ザ・フィフス・パワー』 - The 5th Power (1978年、Black Saint)
- 『ザ・グレイト・プリテンダー』 - The Great Pretender (1981年、ECM)
- 『オール・ザ・マジック!』 - All the Magic! (1983年、ECM)
- Bugle Boy Bop (1983年、Muse) ※with チャールズ・ボボ・ショウ
- 『デュエット』 - Duet (1985年、Paddle Wheel) ※with 井野信義
- 『マザーズ・モード』 - Jazzbühne Berlin '82 (1990年、Repertoire) ※1982年録音。レスター・ボウイ・アンサンブル名義

### レスター・ボウイ・ブラス・ファンタジー
- 『瞳は君故に』 - I Only Have Eyes for You (1985年、ECM)
- 『アヴァン・ポップ』 - Avant Pop (1986年、ECM)
- 『トワイライト・ドリームズ』 - Twilight Dreams (1987年、Venture)
- 『シリアス・ファン』 - Serious Fun (1989年、DIW)
- 『マイ・ウェイ』 - My Way (1990年、DIW)
- 『ライヴ・アット・トーキョー・ミュージック・ジョイ'90』 - Live at the 6th Tokyo Music Joy (1990年、DIW) ※with アート・アンサンブル・オブ・シカゴ
- The Fire This Time (1992年、In & Out)
- The Odyssey Of Funk & Popular Music (1999年、Atlantic)
- When the Spirit Returns (2003年、Dreyfus Jazz) ※1997年10月録音

### レスター・ボウイ・ニューヨーク・オルガン・アンサンブル
- 『ジ・オルガナイザー』 - The Organizer (1991年、DIW)
- 『ファンキーT、クールT』 - Funky T. Cool T. (1992年、DIW)

### ザ・リーダーズ
- 『マッドフット』 - Mudfoot (1986年、Black-Hawk)
- Out Here Like This (1987年、Black-Hawk)
- Unforeseen Blessings (1988年、Black Saint)
- 『スリッピング・アンド・スライディング』 - Slipping And Sliding (1994年、Sound Hills)

### 参加アルバム
デヴィッド・ボウイ
- 『ブラック・タイ・ホワイト・ノイズ』 - Black Tie White Noise (1993年、Savage)

ジャック・ディジョネット
- 『バイユー・フィーヴァー』 - New Directions (1978年、ECM)
- 『ニュー・ダイレクション・イン・ヨーロッパ』 - New Directions in Europe (1980年、ECM)
- 『ゼブラ』 - Zebra (1989年、MCA)

ブリジット・フォンテーヌ
- 『ラジオのように』 - Comme à la Radio (1971年、Saravah)

メルヴィン・ジャクソン
- Funky Skull (1969年、Limelight)

フェラ・クティ
- No Agreement (1977年、FAK)

フランク・ロウ
- 『フレッシュ』 - Fresh (1975年、Freedom)

ジミー・ライオンズ
- Free Jazz No. 1 (1969年、Concert Hall) ※オムニバス
- 『アザー・アフターヌーンズ』 - Other Afternoons (1970年、BYG)

ロスコー・ミッチェル
- 『サウンド』 - Sound (1966年、Delmark)

デヴィッド・マレイ
- Live at the Lower Manhattan Ocean Club (1978年、India Navigation)

サニー・マレイ
- Sunshine (1969年、BYG)
- 『アフリカへの捧げもの』 - Homage to Africa (1969年、BYG)

チャールズ・ボボ・ショウ
- 『アンダー・ザ・サン』 - Under the Sun (1973年、Freedom) ※ヒューマン・アーツ・アンサンブル名儀
- Streets of St. Louis (1974年、Moers Music)

アーチー・シェップ
- 『ヤスミナ、ア・ブラック・ウーマン』 - Yasmina, a Black Woman (1969年、BYG)
- Blasé (1969年、BYG)
- Pitchin Can (1970年、America)
- Coral Rock (1970年、America)

アラン・シルヴァ
- Seasons (1971年、BYG)

ワダダ・レオ・スミス
- 『ディヴァイン・ラヴ』 - Divine Love (1979年、ECM)

その他
- ルーサー・トーマス・ヒューマン・アーツ・アンサンブル : 『ファンキィ・ドンキー』 - Funky Donkey (1977年、Circle)
- マルチェロ・メリス : Free to Dance (1979年、Black Saint)
- ジョン・フィッシャー : 6 x 1 = 10 Duos for a New Decade (1980年、Circle)
- デファンクト : The Razor's Edge/Strangling Me With Your Love (1982年、Hannibal) ※12インチ盤
- カヒル・エルザバール : The Ritual (1985年、Sound Aspects)
- ダニー・ウィルソン : 『ダニー・ウィルソンとの出会い』 - Meet Danny Wilson (1987年、Virgin)
- カヒル・エルザバール : Sacred Love (1988年、Sound Aspects)
- デファンクト : Avoid The Funk (1988年、Hannibal)
- ジョン・フィッシャー : Environ Days (1991年、Konnex) ※INTERface名義
- デファンクト : Cum Funky (1994年、Enemy)
- スカタライツ : 『ハイ・バップ・スカ』 - Hi-Bop Ska (1994年)
- Various Artists : 『レッド・ホット・アンド・クール〜ストールン・モーメンツ』 - Stolen Moments: Red Hot + Cool (1994年、Impulse!) ※ディゲブル・プラネッツと1曲に参加
- ルーファス・トーマス、ビル・ドゲット、チャック・レイニー、ボビー・ワトソン、ウィル・カルホーン、スー・フォーリー : Bluesiana Hurricane (1995年、Shanachie)
- マラカイ・トンプソン & アフリカ・ブラス : Buddy Bolden's Rag (1995年、Delmark)
- ミウォシュ & レスター・ボウイ : Not Two (1995年、Biodro Records)
- フォンテラ・バス : 『ノー・ウェイズ・タイアード』 - No Ways Tired (1995年、Nonesuch)
- マック・ゴルヘン : Mac's Smokin' Section (1996年、McKenzie)
- ビル・コスビー : Hello Friend: To Ennis with Love (1997年、Verve)
- ソニア・ダダ : My Secret Life (1998年、Calliope)
- ロレンツォ・ガスペローニ・マムード・バンド : Amore Pirata (1998年、Il Manifesto)
- マック・ゴルヘン : Smokin' Live (1999年、McKenzie)
- ミウォシュ & レスター・ボウイ : Talkin' About Life And Death (1999年、Biodro Records)
- ソニア・ダダ : Test Pattern (2004年、Razor & Tie)
- サン・ラ・オールスター・バンド : Hiroshima (2007年、Art Yard)

## 参照
- Philippe Carles, André Clergeat, and Jean-Louis Comolli, Dictionnaire du jazz, Paris, 1994
- Ian Carr, Digby Fairweather and Brian Priestley, Jazz: the Essential Companion, London, 1987
- Richard Cook and Brian Morton, The Penguin Guide to Jazz on CD, 6th Edition, 2002